# Arianna Puello
 (mars 2018).
Si vous disposez d'ouvrages ou d'articles de référence ou si vous connaissez des sites web de qualité traitant du thème abordé ici, merci de compléter l'article en donnant les références utiles à sa vérifiabilité et en les liant à la section « Notes et références ».
Pour les articles homonymes, voir Ari et Puello.
Arianna Puello Pereyra ou Ari est une rappeuse espagnole d'origine dominicaine.

## Biographie
Elle a vécu en République dominicaine jusqu'à l'âge de 8 ans où elle part vivre à Salt (Gérone, Espagne). Elle commence sa carrière artistique dans le milieu du hip-hop en 1993 en enregistrant une chanson avec une copine. Plus tard, elle forme un groupe avec Bano appelé N.O.Del KRIB (Nacidos Originalmente del Karibe en espagnol). Après la dissolution du groupe, elle entre dans le groupe Discípulos del Micro mais elle connaît son premier succès grâce à une collaboration dans le premier album solo de El Meswy, sur le titre Mujer chunga. En 1998, elle sort son premier album solo El tentempié sous le label Zona Bruta.

## Discographie
- 1998 : El tentempié (Zona Bruta)
- 1999 : Gancho perfecto (Zona Bruta)
- 2001 : La fecha (Zona Bruta)
- 2003 : Así lo siento (Zona Bruta)
- 2008 : 13 Razones (Zona Bruta)
- 2010: Kombate o Muere (Zona Bruta)
- 2015: Despierta (EnTuCuelloRecords, Zona Bruta)

## Collaborations
- 1997 : El Meswy Tesis Doctoral
- 1999 : El Imperio Monopolio
- 1999 : Frank T Nuevo ser
- 2001 : VKR En las calles
- 2001 : Hablando en Plata A sangre fría
- 2001 : Frank T 90 kilos
- 2003 : Zenit Producto infinito
- 2004 : Cartel de Santa La Plaga Del Rap
- 2005 : Full Nelson Confía en mí
- 2005 : BO de Bagdad Rap
- 2006 : Tiempo de kambio
- 2014: C-Kan "Justicia"